# Petronilla av Akvitanien
Petronilla av Akvitanien, född 1125, död 1148/1151, var en fransk aristokrat. Hon var dotter till hertig Vilhelm X av Akvitanien och Aenor av Châtellerault och syster till Eleonora av Akvitanien. 
Hon rymde 1141 med greve Ralf I Vermandois, som lämnade sin fru för hennes skull. De fick tre barn tillsammans. Paret bannlystes av påven för att de levde tillsammans trots att Ralf var gift. Bannlysningen lyftes först 1148. Hon bör ha avlidit före 1152, när Ralf gifte om sig.  